# Medicina Iluminismului
Secolul al XVIII-lea a intrat în istorie sub numele de secolul luminilor. Ideologia și instituțiile feudale au fost supuse unei critici sistematice, rațiunea a fost ridicată la rangul de instanță supremă, filozofii și gânditorii politici au preconizat reforme menite să instaureze rânduieli juste și umane. Atmosfera spirituală a epocii s-a răsfrânt și în domeniul medicinei, mai cu seamă după 1750, când putem vorbi de medicina iluminismului.
Printre marile personalități care au marcat această perioadă enumerăm: Georg Ernst Stahl, Friedrich Hoffmann, William Cullen, Franz Anton Mesmer, Carl Linné, Herman Boerhaave, Leopold Auenbrugger, John Huxham, Antonio Maria Valsalva, Giovanni Battista Morgagni, Albrecht von Haller, Antoine Lavoisier, René-Antoine Ferchault de Réaumur, Lazzaro Spallanzani, Edward Jenner și mulți alții.

## Biografie
- Vătămanu, N. , Brătescu, G. - O istorie a medicinii , Editura Albatros , București, 1975